# Dóris Maehler
Dóris Regina Maehler (São Paulo, 17 de novembro de 1965) é ex-voleibolista indoor brasileira que atuou na posição de Levantadora pelos clubes nacionais e internacionais, e representou as categorias de base da Seleção Brasileira na conquista da medalha de ouro no Campeonato Sul-Americano Juvenil de 1984 no Peru.

## Carreira
Iniciou sua carreira nas categorias de base do São Paulo F.C, com passagens também pela Portuguesa de Desportos, Suzano.Representando a Seleção Paulista conquistou o título do Campeonato Brasileiro de Seleções, na categoria infanto-juvenil e o vice-campeonato na categoria juvenil.
Foi convocada para Seleção Brasileira em para disputar o Campeonato Sul-Americano Juvenil de 1984 em Iquitos no Peru, ocasião que encerrou com amedalha de ouro e foi a Melhor Levantadora da competição.
Na temporada de 1985 contribuiu para que o C.A.Paulistano conquistasse o vice-campeonato na Liga Nacional deste ano.Na temporada seguinte defendia as cores do extinto Pão de Açúcar/Colgate , por este disputou o Campeonato Paulista de 1986, quando encerrou com o vice-campeonato.
Em 1989 atuava pelo Rodrimar/Ovomaltine/Santos  na conquista do segundo lugar no Campeonato Paulista deste ano.Na temporada 1992-93 foi contratada pela Translitoral/Guarujá  e alcançou o quinto lugar na edição.Transferiu-se para atuar no voleibol espanhol, e defendeu o Yougurt Sandra/Las Palmas .
Na temporada  1994-95 defendeu o BCN/Guarujá, apenas disputou o Campeonato Paulista de 1994 e foi campeã nesta edição, depois foi atleta do Cepacol/São Caetano .O clube MRV/Minas a contratada na temporada 1996-97 e disputou  a correspondente Superliga Brasileira A, encerrando na quina posição.
No período esportivo 1997-98 foi contratada pela Mesbla/Recra na temporada 1997-98, conquistou o bronze nos Jogos Abertos do Interior em Bragança Paulista de 1997, campeã dos Jogos Regionais em Batatais neste mesmo ano e foi vice-campeã e disputou a correspondente Superliga Brasileira A, encerrando na décima posição.

## Títulos e resultados
- Liga Nacional:1985[3]
- Campeonato Paulista:1994[5]
- Campeonato Paulista:1986[4],1989[4]
- Jogos Regionais de São Paulo:1997[1]
- Jogos Abertos do Interior de São Paulo:1997
- Copa Sul:1997[8]
- Campeonato Brasileiro de Seleções Juvenil:[1]
- Campeonato Brasileiro de Seleções Infanto- Juvenil:[1]

## Premiações individuais
- Melhor Levantadora do Campeonato Sul-Americano  Juvenil de 1984